# Joseph L. Mankiewicz
Joseph Leo Mankiewicz (Wilkes-Barre, Pennsilvània, 11 de febrer de 1909 - Bedford (Nova York), 5 de febrer de 1993) fou un guionista, productor i director de cinema estatunidenc. Mankiewicz va tenir una llarga carrera a Hollywood, i va guanyar tant l'Oscar al millor director com per a millor guió adaptat en anys consecutius per A Letter to Three Wives (1949) i Tot sobre Eva (1950), l'última de les quals va ser nominada a 14 premis de l'Acadèmia i en va guanyar sis.
Còmode en una varietat de gèneres i capaç d'aconseguir actuacions d'actors i actrius per igual, Mankiewicz va combinar guions irònics i sofisticats amb una posada en escena precisa, de vegades estilitzada. Se'l considera expert en adaptacions literàries (Graham Greene a L'americà tranquil, William Shakespeare a Julius Caesar, Tennessee Williams a De sobte, l'últim estiu (1959) i Anthony Shaffner a L'empremta).
Mankiewicz va treballar durant disset anys com a guionista per a Paramount Pictures i com a escriptor i productor per a Metro-Goldwyn-Mayer abans de tenir l'oportunitat de dirigir a 20th Century Fox. Durant sis anys, va fer 11 pel·lícules per a Fox.
Durant els seus més de 40 anys de carrera a Hollywood, Mankiewicz va escriure 48 guions. També va produir més de 20 pel·lícules, incloses The Philadelphia Story (1940), que va ser nominada a l'Oscar a la millor pel·lícula, i Woman of the Year (1942), per la qual va presentar Katharine Hepburn a Spencer Tracy.

## Biografia
Joseph L. Mankiewicz va néixer a Wilkes-Barre, Pensilvania; fou fill de Franz Mankiewicz (mort el 1941) i Johanna Blumenau, emigrants jueus d'Alemanya i Curlàndia, respectivament. El seu pare s'havia exiliat d'Alemanya i arribà als Estats Units on treballà com a professor al New York City College. A part de la seva germana més gran, Erna Mankiewicz Stenbuck (1901–1979), tenia un germà gran, Herman J. Mankiewicz (1897–1953), que el va dur a Hollywood per convertir-se en guionista. Herman també va guanyar un Òscar per ser coguionista de Citizen Kane (1941).
Als quatre anys, Mankiewicz es va traslladar amb la seva família a la ciutat de Nova York, i es va graduar l'any 1924 a l'Institut de Stuyvesant. El jove Joseph va començar la carrera de medicina, a la branca de la psiquiatria, però una baixa puntuació en una assignatura li va impedir acabar aquests estudis. Tanmateix, el 1928 va aconseguir un diploma en la branca d'Art de la Universitat de Colúmbia. Un cop acabats els estudis, Joseph va viatjar a Berlín, on va treballar com a corresponsal del Chicago Tribune i on va començar la seva afició pel teatre i el cinema (en aquells moments estava en ple apogeu el corrent expressionista del cinema alemany). La seva única aportació al cinema alemany va ser el de traductor d'intertítols per a la productora UFA. El 1929, el seu germà Herman el crida des de Hollywood, on treballava com a guionista, i atès que Joseph no es trobava en el seu millor moment econòmic, va decidir acceptar la invitació del seu germà.

### Treball a la Paramount i MGM
Els primers passos en el cinema nord-americà els va donar als estudis Paramount on la seva tasca va ser secundària i gairebé sense rellevància professional. Poc després i ja sota contracte de la Metro-Goldwyn-Mayer, va obtenir el seu primer èxit professional en col·laborar en el guió del melodrama negre Manhattan Melodrama (1934) dirigida per W. S. Van Dyke, pel·lícula que va aconseguir l'Oscar al millor guió original, encara que el premi va ser concedit a Arthur Caesar, ja que va ser qui va signar finalment el guió. Però aquell primer pas va donar resultats positius, que es van consolidar amb dos guions per al mateix director pensats com a vehicles per al lluïment de l'actriu Joan Crawford, Forsaking All Overs (1934) i I Live My Life (1935), i Our Daily Bread (1934) per a King Vidor, que es van convertir en notables èxits i van comptar amb repartiments de luxe encapçalats per Clark Gable, William Powell, Myrna Loy i Joan Crawford.
Encoratjat per l'èxit, va intentar que Louis B. Mayer li deixés dirigir els seus propis guions, però Mayer sospesava molt bé la vàlua de cadascun dels seus empleats abans d'embarcar-los en un projecte diferent al que habitualment desenvolupaven. Tot i que no va cedir als seus intents, sí que va accedir no obstant a nomenar-lo productor, exercint molt notablement aquest càrrec entre 1935 i 1942, període durant el qual produeix dinou films per la MGM, entre els quals destaquen dos títols: Fury (1936) dirigida per Fritz Lang (legat contra la intolerància i el racisme, en una lectura clarament política) i The Philadelphia Story (1940), una comèdia sobre la lluita de sexes dirigida per George Cukor.

### Èxits amb la 20th Century Fox
Decebut per no poder dirigir les seves pròpies pel·lícules, Mankiewicz va deixar la MGM i es va posar al servei de la 20th Century Fox. En aquest estudi va realitzar la seva òpera prima com a director, Dragonwyck (1944), dirigint la fascinant Gene Tierney amb secundaris del calibre de Jessica Tandy o Vincent Price. El 1947 aconsegueix una altra obra mestra amb la poètica El fantasma i la senyora Muir, amb Gene Tierney, Rex Harrison i una Natalie Wood de vuit anys, més una excel·lent fotografia de Charles Lang i una impagable música de Bernard Herrmann. El 1949 va estrenar A Letter to Three Wives, pel·lícula amb la qual va obtenir dos premis Oscar, el de millor guió adaptat i el de millor direcció, i que compta amb les interpretacions de Kirk Douglas i Linda Darnell.

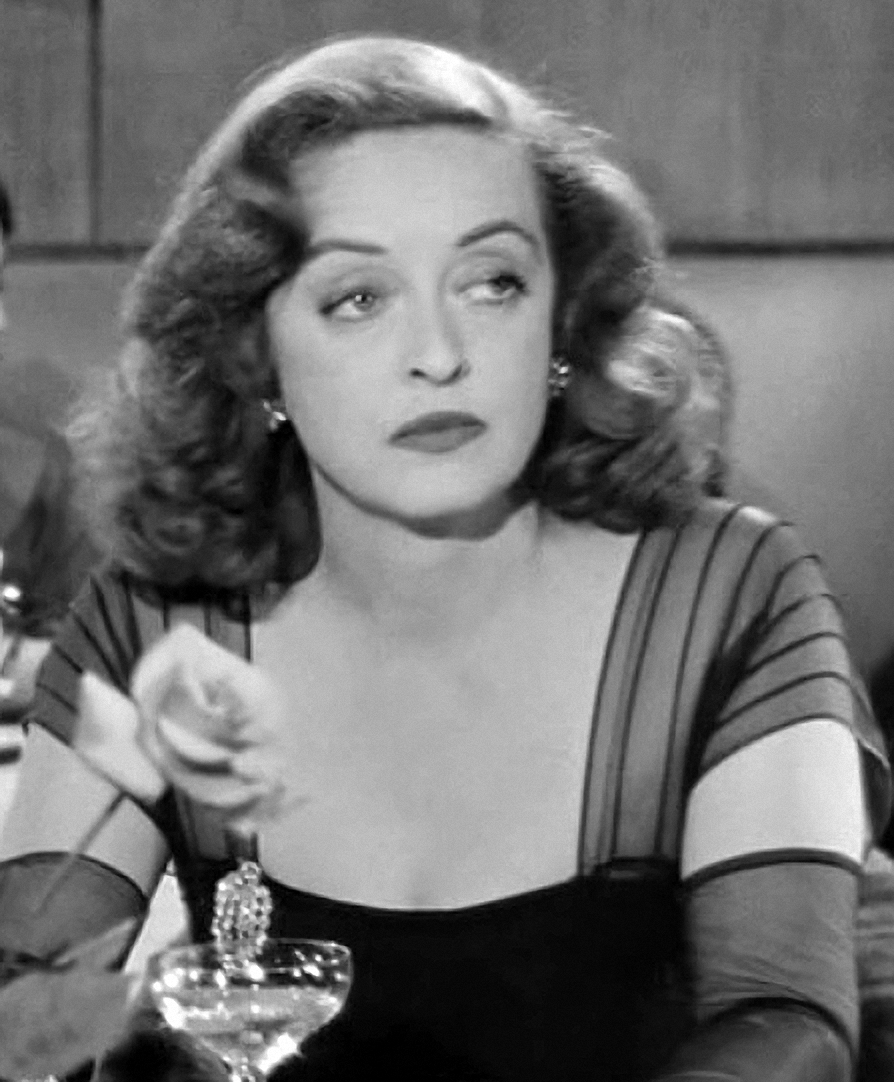
Bette Davis a Tot sobre Eva (1950)

L'èxit d'aquesta pel·lícula va ser ratificat l'any següent amb la seva següent cinta, un dels considerats clàssics del setè art, Tot sobre Eva (1950), que va obtenir sis Oscars, entre els quals el de millor pel·lícula, millor direcció i millor guió adaptat.
Fins a arribar al que Mankiewicz va anomenar el seu malson, Cleopatra, es van succeir altres films destacats, com Five Fingers (1951), amb James Mason i Dannielle Darrieux; Julius Caesar (1952), amb alguns dels millors actors de l'època en el repartiment (Marlon Brando, James Mason, Deborah Kerr, Greer Carson o Louis Calhern); La comtessa descalça (1954), amb la millor actuació d'Ava Gardner fins aquell moment; Ells i elles (1955), l'únic musical que va dirigir, o De sobte, l'últim estiu (1959), adaptació a la pantalla d'una història de Tennessee Williams.
Després d'un desastrós pròleg a Londres, on va haver de rebutjar tot el material filmat, el setembre de 1961 es va reiniciar a Roma el rodatge de l'epopeia històrica basada en la vida de la reina egípcia Cleòpatra VII, i el rodatge es va allargar fins al 1963. Aquesta pel·lícula va suposar la primera vegada que una actriu (Elizabeth Taylor) cobrava 1 milió de dòlars per un treball cinematogràfic, però els desastres de tota mena que van envoltar la preparació i el rodatge d'aquest film va trencar la salut de Mankiewicz, que va necessitar dos anys per recuperar-se. Tot i l'espectacularitat de la pel·lícula, la cinta va decebre a crítica i públic en la seva estrena, convertint-se en un dels grans desastres de taquilla de la història.
El 1967 va dirigir Dones a Venècia, pel·lícula que va ser rebuda fredament per la crítica i el públic, el 1970 va realitzar el seu únic western, El dia dels tramposos, i el 1972 va posar fi a la seva carrera cinematogràfica filmant l'adaptació de l'obra teatral d'Anthony Shaffer, L'empremta.
Va morir el 5 de febrer de 1993 a Bedford (Nova York) quan estava a punt de complir 84 anys, a causa d'un atac de cor. Fou enterrat al cementiri Saint Matthew's Episcopal Churchyard a Bedford (Nova York).

## Filmografia com a director
| Any  | Títol                                         | Productora                        | Protagonistes                                           | Notes                                    |
| ---- | --------------------------------------------- | --------------------------------- | ------------------------------------------------------- | ---------------------------------------- |
| 1946 | Dragonwyck                                    | 20th Century Fox                  | Gene Tierney / Vincent Price                            |                                          |
| 1946 | Backfire                                      | 20th Century Fox                  | Richard Conte / John Ireland                            |                                          |
| 1946 | Somewhere in the Night                        | 20th Century Fox                  | Richard Conte / John Hodiak / Nancy Guild               |                                          |
| 1947 | The Late George Apley                         | 20th Century Fox                  | Ronald Colman                                           |                                          |
| 1947 | El fantasma i la senyora Muir                 | 20th Century Fox                  | Gene Tierney / Rex Harrison / George Sanders            |                                          |
| 1948 | Escape                                        | 20th Century Fox                  | Rex Harrison / Peggy Cummins / William Hartnell         |                                          |
| 1949 | A Letter to Three Wives                       | 20th Century Fox                  | Jeanne Crain / Linda Darnell / Ann Southern             |                                          |
| 1949 | House of Strangers                            | 20th Century Fox                  | Edward G. Robinson / Susan Hayward / Richard Conte      |                                          |
| 1950 | No Way Out                                    | 20th Century Fox                  | Richard Widmark / Sidney Poitier / Linda Darnell        |                                          |
| 1950 | Tot sobre Eva                                 | 20th Century Fox                  | Bette Davis / Anne Baxter / George Sanders              |                                          |
| 1951 | People Will Talk                              | 20th Century Fox                  | Cary Grant / Jeanne Crain / Hume Cronyn                 |                                          |
| 1952 | Five Fingers                                  | 20th Century Fox                  | James Mason / Danielle Darrieux                         |                                          |
| 1953 | Julius Caesar                                 | 20th Century Fox                  | Marlon Brando / James Mason / John Gielgud              |                                          |
| 1954 | La comtessa descalça                          | 20th Century Fox                  | Humphrey Bogart / Ava Gardner                           | Technicolor                              |
| 1955 | Ells i elles                                  | 20th Century Fox                  | Marlon Brando / Jean Simmons / Frank Sinatra            | Eastmancolor                             |
| 1958 | L'americà tranquil                            | 20th Century Fox                  | Audie Murphy / Graham Greene                            |                                          |
| 1959 | De sobte, l'últim estiu                       | 20th Century Fox                  | Elizabeth Taylor / Montgomery Clift / Katharine Hepburn |                                          |
| 1963 | Cleopatra                                     | 20th Century Fox                  | Elizabeth Taylor                                        | Color                                    |
| 1964 | Carol for Another Christmas                   | ABC                               | Sterling Hayden / Peter Sellers                         | Televisió                                |
| 1967 | Dones a Venècia                               | Famous Artists Productions        | Rex Harrison / Susan Hayward / Maggie Smith             | Technicolor                              |
| 1970 | King: a Filmed Record...Montgomery To Memphis | Commonwealth United Entertainment |                                                         | Codirigida amb Sidney Lumet / Documental |
| 1970 | There Was a Crooked Man...                    | Warner Bros.                      | Kirk Douglas / Henry Fonda / Hume Cronyn                | Technicolor                              |
| 1972 | L'empremta                                    | Palomar Pictures                  | Laurence Olivier / Michael Caine                        | Color                                    |